# Sajeret Šaldag
Sajeret Šaldag, též Jednotka 5101 (hebrejsky: יחידת שלדג, Jechidat Šaldag) je speciální jednotka izraelského vojenského letectva a jedna ze tří nejlepších izraelských speciálních jednotek (kromě Sajeret Matkal a Šajetet 13). Specializuje se na poskytování podpory, protiteroristické a záchranné akce a také na průzkumné operace.

## Historie
Sajeret Šaldag byla založena v roce 1974 po Jomkipurské válce. V začátcích sloužila jako záloha pro Sajeret Matkal, ale později byla převedena pod vojenské letectvo jako samostatná jednotka.
Jednotka se specializuje na pozemní podporu izraelského vojenského letectva (např. vyhledání cíle, jeho označení a navedení útočících letadel), později k této činnosti přibyly i boj proti palestinským skupinám v rámci Blízkého východu a operace zaměřené na záchranu rukojmí.

## Organizace jednotky
Sajeret Šaldag sídlí na letecké základně Palmachim. Je tvořen 40 - 50 vojáky rozdělenými do pěti až šesti týmů po devíti členech.
Příslušníci jednotky procházejí tvrdým výcvikem zaměřeným zejména na pozemní navigaci a radiové spojení.

## Výzbroj
Standardní výzbroj příslušníka Sajeret Šaldag tvoří M16 nebo útočná puška M4A1 s připojeným granátometem. Při protiteroristických akcích nebo při osvobozování rukojmí jsou příslušníci jednotky vybaveni SIG Sauerem nebo Glockem 9mm a odstřelovací puškou Mauser SR 82/66.

## Nejznámější operace
Sajeret Šaldag se účastnil (v rámci Izraelských obranných sil) několika operací v jižním Libanonu:
- První libanonská válka: zásah proti příslušníkům Hizballáhu (např. Operace Hrozny hněvu či Operace Odpovědnost) při kterých příslušníci nalezli mobilní odpalovací zařízení raket a navedli ně izraelská letadla.
- Druhá libanonská válka: spoluúčast na útoku izraelského vojenského letectva proti základně Hizballáhu v Baalbeku.
- Operace Ovocný sad: navedení izraelských bojových letadel na cíl.[2]